# بيركنز باس
بيركنز باس (بالإنجليزية: Perkins Bass) (و. 1912 – 2011 م) هو سياسي، ومحامي أمريكي، كان عضوًا في الحزب الجمهوري، توفي في بيتربورو، عن عمر يناهز 99 عاماً.
كان الابن الأكبر لحاكم نيو هامبشاير السابق روبرت ب. باس والسيدة الأولى إديث ب. باس.التحق باس بأكاديمية ميلتون وتخرج من كلية دارتموث عام 1934م ومن ثم من كلية الحقوق بجامعة هارفارد
عمل كمحام وخدم في القوات الجوية للجيش الأمريكي في آسيا خلال الحرب العالمية الثانية

## مناصب
تولى منصب عضو مجلس النواب الأمريكي
- عضو مجلس ولاية نيوهامبشير ‏

.

## التعليم
تعلم في كلية دارتموث، وتعلم في كلية هارفارد للحقوق
.

## جوائز
حصل على جوائز منها:

ميدالية النجمة البرونزية